# 1565 az irodalomban
Az 1565. év az irodalomban.

## Új művek
- Pierre de Ronsard: Abrégé de l'art poétique français (Rövid francia ars poetica).
- Bernardino Telesio itáliai filozófus értekezése: De natura juxta propria principia (A dolgok természetéről, öntörvényeik alapján).[1]

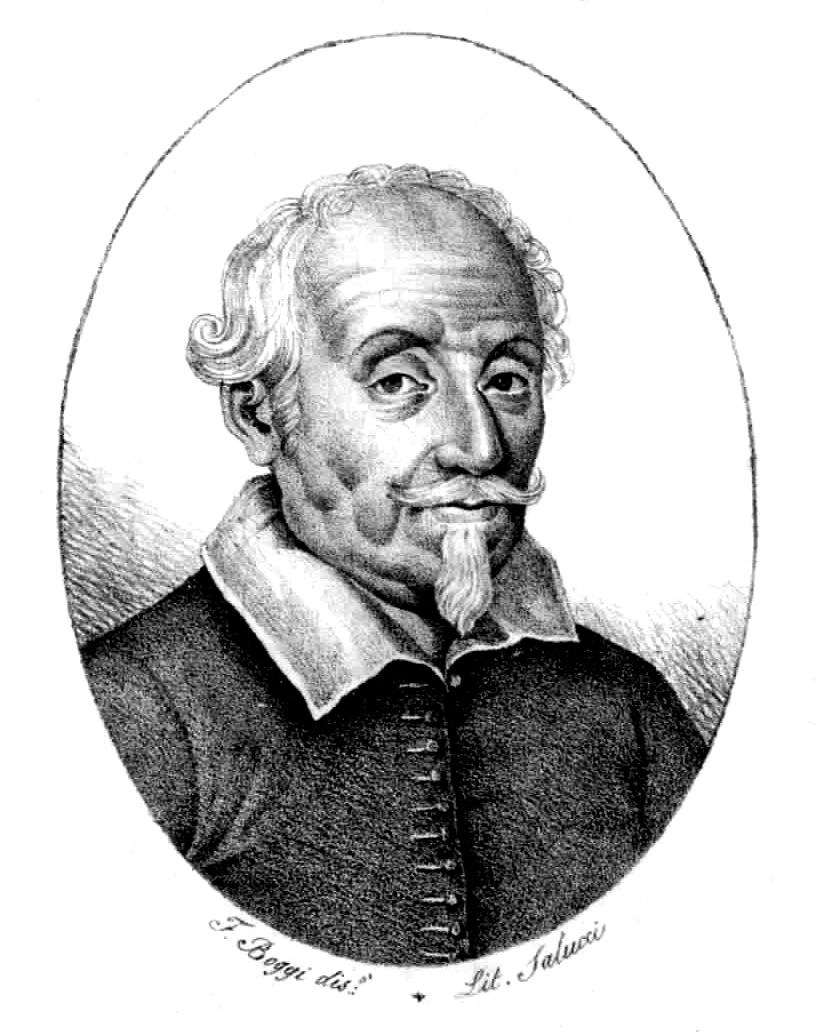
Alessandro Tassoni

## Születések
- szeptember 28. – Alessandro Tassoni itáliai költő, író († 1635)

## Halálozások
- június 19. – Wolfgang Lazius osztrák humanista tudós, történetíró, térképész, orvos (* 1514)
- 1565 – Székely István krónikaíró és reformátor (* 1505)